# 九龍巴士259D線
九龍巴士259D線是香港新界的一條日間巴士路線，來往屯門（龍門居）及鯉魚門邨，途經富健花園、蝴蝶邨、屯門碼頭、湖景邨、屯門公路、龍翔道、黃大仙、新蒲崗／鑽石山、九龍灣、牛頭角、觀塘市中心、藍田及油塘。
九龍巴士259X線是259D線的輔助路線，來往屯門（龍門居）及觀塘碼頭，途經富健花園、蝴蝶邨、屯門碼頭、湖景邨、屯門公路、龍翔道、九龍灣商貿區及觀塘商貿區，只於星期一至五繁忙時間提供服務。
九龍巴士259S線是259D線的輔助路線，由屯門（龍門居）單向往觀塘碼頭，途經屯門站、屯門市中心、安定邨／友愛邨、豐景園、屯門公路、龍翔道、九龍灣商貿區及觀塘商貿區，只於星期一至五上午繁忙時間提供服務。

## 歷史
- 1994年7月28日：本線開辦，是屯門區第3條直達東九龍的巴士路線（首2條為62X及258D），初時來往屯門碼頭及藍田地鐵站，只在平日上午繁忙時間提供往藍田的單向服務。
- 1994年11月2日：增加回程班次。
- 1998年8月18日：來回程改經青朗公路、青衣西北交匯處、長青公路、長青隧道及青葵公路，祇在汀九橋實施特別交通管制時，才駛經荃灣路及葵涌道。
- 2001年7月1日：在屯門及觀塘居民一直爭取62X線提升至每天全日服務的情況下，本線（而不是屯門及觀塘居民強烈要求的62X線）率先提升至每天全日提供服務，改為來往龍門居及油塘。
- 2012年12月26日：本線往油塘方向加停屯門公路轉乘站，由59M、61M、67M、68A線往荃灣／葵青方向轉乘本線往油塘方向可獲優惠。[4]
- 2013年1月26日：配合屯門公路巴士轉乘站（南行）增加轉乘路線，提供58M、60M、66M轉乘本線的轉乘優惠[4]。
- 2015年6月27日：增設到站時間預報。[5]
- 2015年12月28日：259X開辦，由龍門居單向開往觀塘碼頭，並途經屯門碼頭、屯門公路轉車站、九龍灣商貿區及觀塘商貿區[6]。
- 2016年5月15日：259D線油塘總站遷往鯉魚門邨公共運輸交匯處，並修改班次[7][8]。
- 2016年12月30日：259X增設星期一至五下午回程服務。[9]
- 2017年4月24日：259X下午回程班次增至2班，開出時間為17:50及18:20[10]。
- 2021年12月19日：因應62X線延長至兆康站（南）並提升至全日雙向服務，259D所有班次來回方向不經屯門市中心至豐景園。[11]
- 2022年5月3日：259S線開辦；由龍門居開出後只經龍門輕鐵站，略去屯門碼頭一帶所有巴士站，直接取道皇珠路及屯匯街至屯門市中心、安定邨、兆麟苑及豐景園，前往觀塘碼頭。[12]
- 2022年10月24日：259D線之特別班次改由悅湖山莊開出，反方向改經湖秀街、湖山路、湖翠路返回湖景路，再返回原有路線，不再途經兆山苑柳景閣、椰景閣以及蝴蝶邨蝶心樓。[13]
- 2023年9月18日：259S線於龍門路後，改經青雲路、杯渡路及屯門鄉事會路，到達屯門市中心總站後返回原有路線;增停青雲路「青雲站」、杯渡路「屯門消防局」及「杯渡路屯門站」站。[14]

- 2023年12月11日：259D線星期六由悅湖山莊開出之特別班次減至三班，開出時間為06:55、07:15及07:40。[15]

- 2024年4月8日：259X線新增於星期一至五17:30由臨華街遊樂場開往龍門居特別班次。[16]

## 服務時間及班次
259D常規班次
| 屯門（龍門居）開 | 屯門（龍門居）開 | 屯門（龍門居）開 | 鯉魚門邨開       | 鯉魚門邨開  | 鯉魚門邨開   |
| 日期             | 服務時間         | 班次（分鐘）     | 日期             | 服務時間    | 班次（分鐘） |
| ---------------- | ---------------- | ---------------- | ---------------- | ----------- | ------------ |
| 星期一至五       | 05:20-05:50      | 15               | 星期一至五       | 05:50       | 05:50        |
| 星期一至五       | 05:50-06:50      | 12               | 星期一至五       | 06:10-06:55 | 15           |
| 星期一至五       | 06:50-07:00      | 10               | 星期一至五       | 06:55-08:15 | 16           |
| 星期一至五       | 07:00-08:00      | 7/8              | 星期一至五       | 08:35       | 08:35        |
| 星期一至五       | 08:00-08:30      | 10               | 星期一至五       | 09:00-15:40 | 25           |
| 星期一至五       | 08:30-09:00      | 15               | 星期一至五       | 16:00       | 16:00        |
| 星期一至五       | 09:00-13:00      | 20               | 星期一至五       | 16:13-17:15 | 12/13        |
| 星期一至五       | 13:00-15:55      | 25               | 星期一至五       | 17:15-18:55 | 10           |
| 星期一至五       | 15:55-19:55      | 20               | 星期一至五       | 18:55-20:55 | 15           |
| 星期一至五       | 19:55-00:05      | 25               | 星期一至五       | 20:55-22:55 | 20           |
|                  |                  |                  | 星期一至五       | 22:55-01:00 | 25           |
| 星期六           | 05:20-06:00      | 20               | 星期六           | 05:50-07:05 | 15           |
| 星期六           | 06:00-07:00      | 15               | 星期六           | 07:05-15:25 | 20           |
| 星期六           | 07:15            | 07:15            | 星期六           | 15:35       | 15:35        |
| 星期六           | 07:30-08:30      | 12               | 星期六           | 15:55-16:55 | 12           |
| 星期六           | 08:30-09:45      | 15               | 星期六           | 16:55-18:05 | 10           |
| 星期六           | 09:45-15:45      | 20               | 星期六           | 18:05-19:05 | 12           |
| 星期六           | 15:45-17:15      | 15               | 星期六           | 19:05-21:35 | 15           |
| 星期六           | 17:15-18:55      | 20               | 星期六           | 21:35-22:55 | 20           |
| 星期六           | 18:55-20:35      | 25               | 星期六           | 22:55-01:00 | 25           |
| 星期六           | 20:35-00:05      | 30               |                  |             |              |
| 星期日及公眾假期 | 05:20-08:00      | 20               | 星期日及公眾假期 | 05:50-07:05 | 25           |
| 星期日及公眾假期 | 08:15            | 08:15            | 星期日及公眾假期 | 07:05-17:05 | 20           |
| 星期日及公眾假期 | 08:35-19:15      | 20               | 星期日及公眾假期 | 17:35       | 17:35        |
| 星期日及公眾假期 | 19:15-22:35      | 25               | 星期日及公眾假期 | 17:50-22:30 | 20           |
| 星期日及公眾假期 | 22:35-00:05      | 30               | 星期日及公眾假期 | 22:30-01:00 | 25           |

259D特別班次
- 悅湖山莊開
  - 星期一至五：06:55、07:10、07:25、07:40
  - 星期六：06:55、07:15、07:40

259D特別班次逢星期日及公眾假期不設服務
259X
- 星期一至五：
  - 屯門（龍門居）開：07:00、07:15、07:30
  - 屯門公路轉車站開：07:25、07:40、07:55
藍字班次為定時點班次
  - 觀塘碼頭開：17:50、18:20
  - 臨華街遊樂場開：17:30

259S
- 星期一至五：
  - 屯門（龍門居）開：07:20

259S及259X線逢星期六、日及公眾假期不設服務

## 收費
| 路線       | 全程收費 | 分段收費 |
| ---------- | -------- | --- |
| 259D       | $18.8    | - 畢架山花園往鯉魚門邨：$7.4 - 創紀之城往鯉魚門邨：$6.7 - 屯門公路轉車站往屯門（龍門居）：$9.6 - 屯門泳池往屯門（龍門居）：$5.1                  |
| 259X／259S | $20.8    | - 香港輔助警察隊總部往觀塘碼頭：$7.4 - 屯門公路轉車站往屯門（龍門居）：$9.6（只適用於259X線） - 屯門泳池往屯門（龍門居）：$5.1（只適用於259X線） |

| - 本線設有12歲以下小童及65歲或以上長者半價優惠。 - 65歲或以上香港居民使用「樂悠咭」，以及12歲以下合資格殘疾兒童使用「殘疾人士身份」個人八達通繳付車資，均可享有每程$2.0或半價（以較低者為準）的票價優惠；12至64歲合資格殘疾人士使用「殘疾人士身份」個人八達通（包括「樂悠咭」），以及60至64歲香港居民使用「樂悠咭」繳付車資，均可享有每程$2.0或全費（以較低者為準）的票價優惠。 - 65歲或以上長者如使用長者或一般個人八達通繳付車資，則只可享有半價優惠；12至64歲合資格殘疾人士如不使用「殘疾人士身份」個人八達通，以及60至64歲人士如不使用「樂悠咭」繳付車資，必須繳付全費。 - 乘客可以現金或八達通於上車時付款，不設找續。 - 每位成人乘客可免費攜帶最多兩名4歲以下而不佔座位的兒童乘客乘車，超額之4歲以下小童必須繳付小童車費乘車。 - 持有「九巴月票」之乘客在車票有效期內，每日可享最多10程任何九龍巴士及龍運巴士路線（包括本路線，以及聯營路線的九龍巴士／龍運巴士提供的班次；惟乘搭機場「A」及「NA」線則可享原價二七折優惠（不會計算每天10次合資格車程））；而B1線則每日可享最多各2程（不會計算每天10次合資格車程）。 - 九龍巴士、城巴、龍運巴士及陽光巴士全職員工及家屬（不包括外判職員）可免費乘搭本路線，惟必須拍職員或職員家屬八達通。 - 乘客亦可透過多元化電子支付系統（e度嘟）繳付車資，包括使用非接觸式VISA卡、JCB卡、萬事達卡、銀聯卡、美國運通、大來國際、Discover Card、Apple Pay、Google Pay、Samsung Pay、AlipayHK「易乘碼」、支付寶、WeChatHK／微信支付「搭車碼」、銀聯雲閃付「乘車碼」及BOC Pay「乘車碼」。乘客使用此付款方式，使用此支付方式的乘客可享有中途下車之分段收費，以及與其他九巴／龍運獨營路線或聯營線九巴／龍運班次之轉乘優惠，惟不適用於與非九巴／龍運路線之轉乘優惠，亦不能享有「公共交通費用補貼計劃」及「長者及合資格殘疾人士公共交通票價優惠計劃」。 |

### 八達通轉乘優惠
乘客登上本線後150分鐘內以同一張八達通卡轉乘以下路線，或從以下路線登車後150分鐘內以同一張八達通卡轉乘本線，次程可獲車資折扣優惠：
259D←→九龍市區路線，次程可獲$4.2折扣優惠
- 259D往鯉魚門邨 → 2F、3M、13M、14B、15A、16M、23M、28B、29M、211、213M/S、214或216M
- 2F、3M、13M、14B、15A、16M、23M、28B、29M、211、213M/S、214或216M → 259D往龍門居

259D←→14X
- 259D往鯉魚門邨 → 14X往鯉魚門，次程可獲$4.4折扣優惠
- 14X往尖沙咀 → 259D往龍門居，次程可獲$7.4折扣優惠

259D←→14S
- 259D往鯉魚門邨 → 14S往將軍澳華人永遠墳場，次程可獲$1.0折扣優惠
- 14S往油塘 → 259D往屯門，次程可獲$1.0折扣優惠

259D←→將軍澳／西貢／清水灣路線，次程可獲$4.2折扣優惠
- 259D往鯉魚門邨 → 91、91M/P、92、98、98A、290(A/B/X)或296A往將軍澳／西貢／清水灣
- 91、91M/P、92、98、98A、290(A/B/X)或296A往九龍 → 259D往龍門居

以上轉乘優惠不適用於259X線

## 使用車輛
本線開辦初期以富豪奧林比安（AV）、利蘭奧林比安（AL）、丹尼士巨龍（AD）、利奧普蘭Centroliner（AP）行走
2003年，九巴官方宣佈本線為首條採用「歐盟3型」引擎巴士的路線。後來該批富豪超級奧林比安巴士被調到行駛60X線、16線等，本線換入Volgren車身猛獅24.310行駛；九龍灣廠方面則改派丹尼士三叉戟巴士行駛。後來，部份該批超級奧林比安巴士因60X線換入富豪B9TL巴士而重返本線行走。
2008年5月，因駛經彌敦道的巴士須為歐盟三型或以上引擎的巴士，所以歐盟二型引擎巴士撤出駛經彌敦道的巴士路線，本線換入原本行駛67X及260X線的6輛巴士，而本線餘下5輛富豪超級奧林比安巴士則調到260X線。
2011年，改派亞歷山大丹尼士Enviro 500（ATE）及富豪B9TL（AVBWU）。
2015年12月6日，因應此路線不需要調派任何途經低排放區的路線，此路線再次引入大量歐盟二型丹尼士三叉戟12米（ATR），取代大部分其他型號巴士。
2016年4月起，此路線再換入另一批亞歷山大丹尼士Enviro 500 MMC 12米（ATENU）取代大部分丹尼士三叉戟12米（ATR）。
2018年，本線用車更換成亞歷山大丹尼士Enviro 500MMC 12/12.8米（ATENU、3ATENU）以提高載客量。
2019年，九龍灣車廠派車更換成富豪B8L 12米（V6B）。
2020年，本線加入亞歷山大丹尼士Enviro 500MMC 歐盟六型12.8米巴士（E6X）行走。
2022年9月，本線加入一部設雙輪椅位富豪B8L 12.8米巴士（V6X）行走。
現時本線使用18輛亞歷山大丹尼士Enviro 500 MMC及7輛富豪B8L雙層空調巴士。
| 車隊編號  | 車牌   |
| --------- | ------ |
| ATENU1385 | VK2657 |
| ATENU1622 | VT1944 |
| ATENU1634 | VT1940 |
| ATENU1650 | VT3655 |
| 3ATENU164 | VN4976 |
| E6X11     | WH1008 |
| E6X28     | WH7736 |
| E6X31     | WJ 843 |
| E6X95     | WU3895 |
| E6X99     | WU2848 |
| E6X100    | WU3634 |
| E6X131    | WW3969 |
| E6X216    | YA7784 |
| E6X221    | YA7468 |
| E6X222    | YA7917 |
| E6X225    | YA7340 |
| E6X228    | YA9526 |
| E6X240    | YA9523 |
| V6B110    | WJ1367 |
| V6B118    | WK5811 |
| V6B119    | WK6064 |
| V6B126    | WL8094 |
| V6B132    | WM1426 |
| V6B136    | WM5212 |
| V6X121    | YC9937 |

## 行車路線
259D

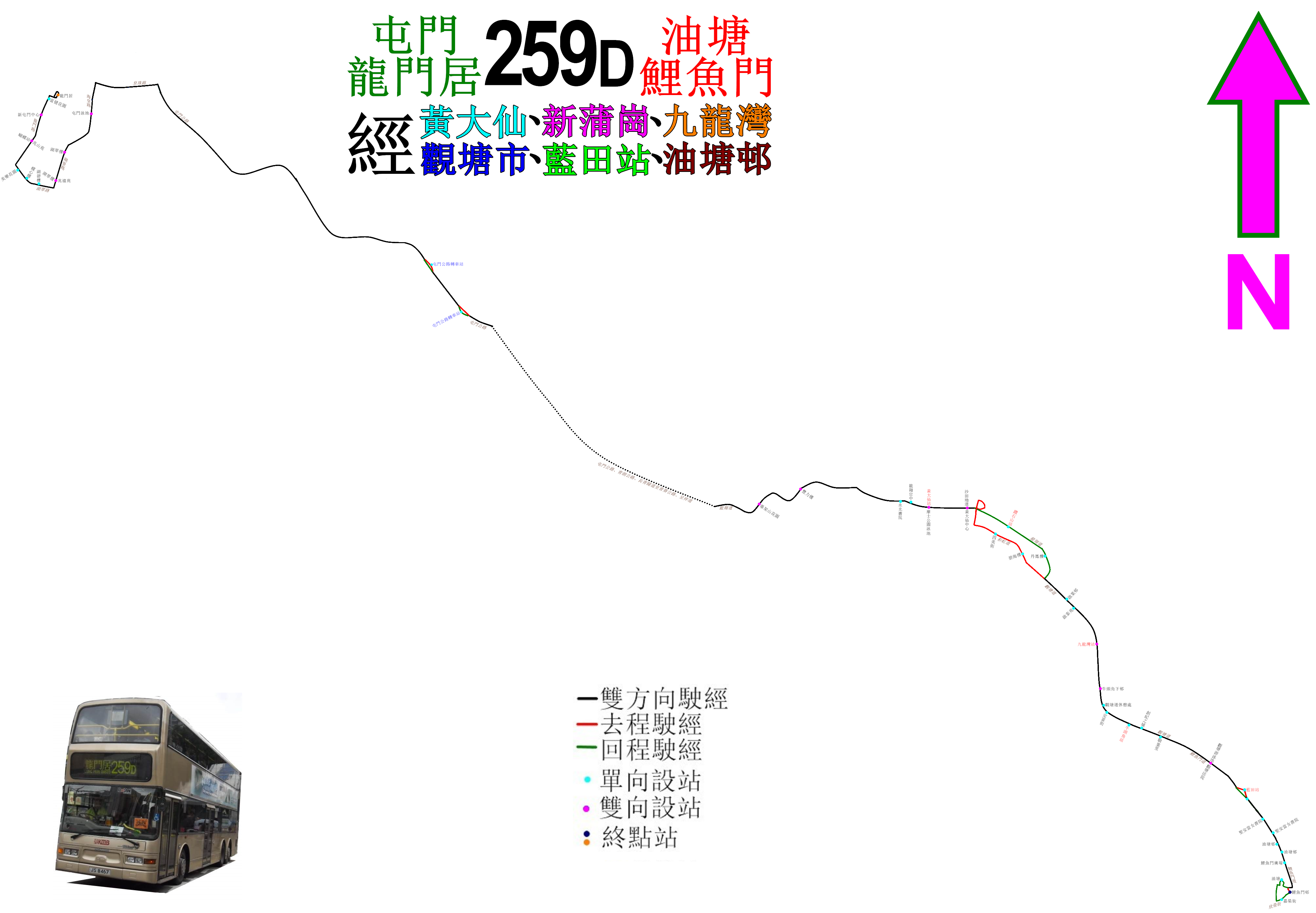
259D線的走線圖

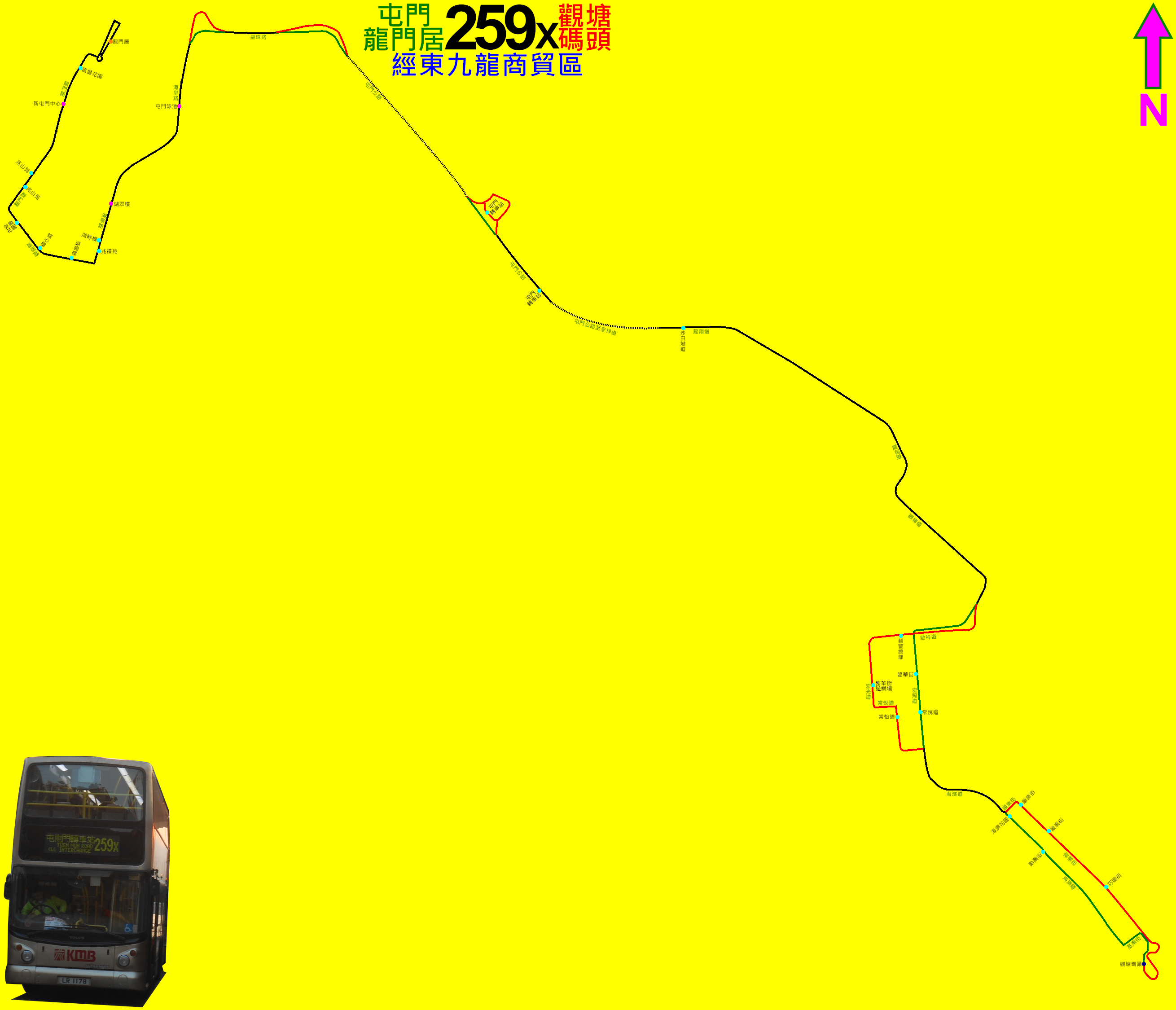
259X線的走線圖

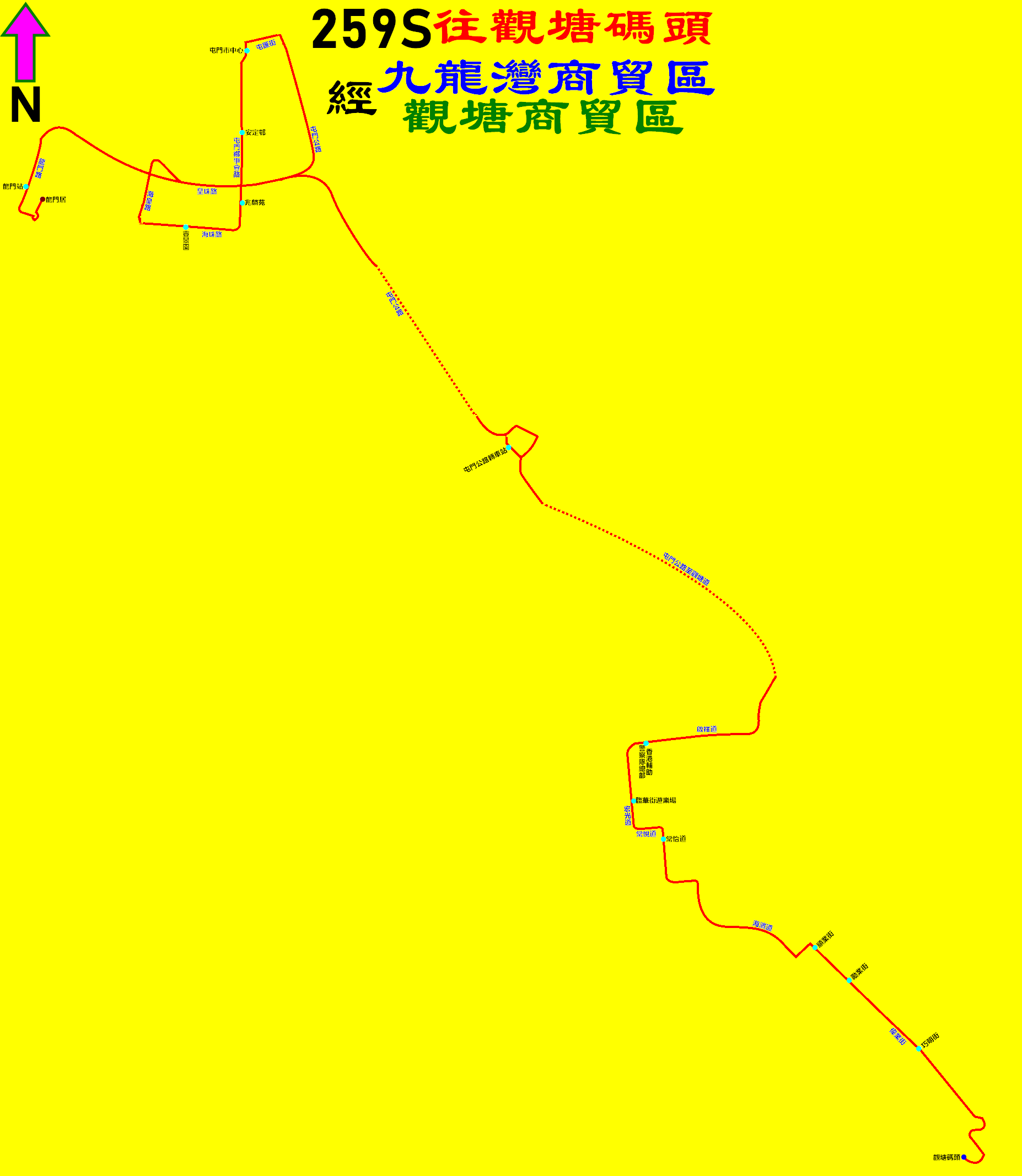
259S線的走線圖

屯門（龍門居）開經：D4路、龍門路、湖翠路、湖景路、海皇路、皇珠路、屯門公路、屯門公路巴士轉乘站、屯門公路、青朗公路（汀九橋）、青衣西北交匯處、長青公路、長青隧道、青葵公路、呈祥道、龍翔道、蒲崗村道、彩虹道、彩虹通道、太子道東、觀塘道、觀塘道天橋、觀塘道、觀塘道下通道、觀塘道、鯉魚門道、高超道及欣榮街。
- 由悅湖山莊開出的特別班次途經湖秀街、湖山路，然後返回湖翠路常規班次原線。

鯉魚門邨開經：欣榮街、茶果嶺道、高超道、油塘公共運輸交匯處、高超道、鯉魚門道、觀塘道、觀塘道下通道、觀塘道、彩虹交匯處、龍翔道、呈祥道、青葵公路、長青隧道、長青公路、青衣西北交匯處、青朗公路（汀九橋）、屯門公路、屯門公路巴士轉乘站、屯門公路、皇珠路、海皇路、湖景路、湖翠路、龍門路及D4路。
259D線各班次之具體停站請參考資訊框
259X/259S
屯門（龍門居）開經：D4路、龍門路、湖翠路、湖景路、海皇路、皇珠路、屯門公路、屯門公路巴士轉乘站、屯門公路、青朗公路（汀九橋）、青衣西北交匯處、長青公路、長青隧道、青葵公路、呈祥道、龍翔道、觀塘道、偉業街、啟祥道、宏光道、常悅道、常怡道、宏照道、海濱道、順業街、偉業街及觀塘碼頭通道。
- 259S線由屯門（龍門居）開出後依259X原線駛至龍門路後，改經青雲路、杯渡路、屯門鄉事會路、屯門市中心巴士總站、屯門鄉事會路、海珠路、海皇路，然後返回皇珠路259X原線。

觀塘碼頭開經：偉業街、基業街、海濱道、宏照道、啟祥道、偉業街、觀塘道、龍翔道、呈祥道、青葵公路、長青隧道、長青公路、青衣西北交匯處、青朗公路（汀九橋）、屯門公路、屯門公路巴士轉乘站、屯門公路、皇珠路、海皇路、湖景路、湖翠路、龍門路及D4路。
259X線之具體停站請參考資訊框
259S線之具體停站請參考資訊框

## 營運狀況
259D線是屯門碼頭區唯一一條前往東九龍的全日服務巴士路線，由於途經屯門碼頭主要屋苑例如龍門居、兆山苑、海翠花園等（62X線提升至全日雙向服務前非繁忙時間更加經屯門市中心），因此客量不錯，惟由於班次較疏落，故部分屯門碼頭一帶的居民會先選乘59M或59X線到屯門公路轉車站再轉乘本線、62X或258D線。而由於259D線未能直達九龍灣商貿區，乘客多選乘259X線，引致259X的客量比259D標青。

## 外部連結
- 九巴259D線官方網站路線資料 （页面存档备份，存于）
- 九巴259X線官方網站路線資料 （页面存档备份，存于）
- 九巴259D、259X線詳細時間表 （页面存档备份，存于）
- Hong Kong Bus KMB 3ATENU204 @ 259D 九龍巴士 Dennis Enviro500 MMC New Facelift 龍門居- 鯉魚門邨 (不停：安定、友愛、屯門市中心) （页面存档备份，存于），YouTube